# Orleans (Rebsorte)
Der Orleans ist eine nahezu ausgestorbene sehr alte Weißweinsorte, die bis ins 19. Jahrhundert in Deutschland verbreitet war. Es handelt sich um eine starkwüchsige, reichtragende Sorte.

## Ampelographische Sortenmerkmale
In der Ampelographie wird der Habitus folgendermaßen beschrieben:
- Die Trauben der Rebsorte sind walzenförmig und kompakt ohne Schultern. Die Beeren sind groß und sehr dickschalig.
- Da die Orleansrebe spät reift, bringt sie nur in guten Jahrgängen ansprechende Qualitäten hervor. Unabdingbar ist ein leicht erwärmbarer Boden. Ihr Wein galt als schwer, von eigentümlicher Würze und lange haltbar.

## Geschichte
Der Überlieferung nach wurde die Sorte von Karl dem Großen aus Frankreich an den Rhein gebracht. Vermutlich waren es aber die Zisterzienser des Klosters Eberbach, die den Orleans im 12. Jahrhundert erstmals im Rheingau pflanzten. Der Name, der auf die Stadt Orléans anspielt, spricht zumindest für die Herkunft aus Frankreich. Aufgrund ihrer hohen Ansprüche an die Lage wurde sie vor allem in den klimatisch begünstigten Spitzenlagen des Rheingaues (Schloss Johannisberg, Rüdesheimer Berg und Assmannshausen) gepflanzt. Mit Sicherheit stand sie auch in den Spitzenlagen von Forst an der Weinstraße, belegt ist ihr Anbau ferner am Kaiserstuhl und in der Ortenau. Ab der ersten Hälfte des 19. Jahrhunderts wurde sie jedoch vom Riesling verdrängt. 1890 wurde ihre Rebfläche im Rheingau auf noch 11,4 Hektar beziffert.

## Trivia
Der letzte bekannte Orleanswein des 20. Jahrhunderts wurde 1921 in Rüdesheim gekeltert. 1988 kamen die letzten Flaschen 1920er und 1921er aus den Beständen des Staatsweingutes Kloster Eberbach zur Versteigerung. Eine Verkostung bescheinigte ihnen

„[…] viel Substanz, die auch nach sechs Jahrzehnten noch ungebrochen ist […] kräftiger, markanter Duft; edle Rasse, Wucht […] 
 feiner, klarer Duft, Harmonie von Frucht, Stoff und Würze in Vollendung.“

Dem Winzer Armin Diel schien die Beurteilung des 1921ers im Katalog allerdings „stark überzogen“, während der 1920er recht gut beurteilt wurde:

„Stark gezehrte Frucht, weiche Säure, schmeckt uralt, trocken, nur noch als Rarität von Interesse (1921er) […] Whiskyfarben, fein gereiftes Bouquet, Feigenduft, noch erstaunliche Säurereste, ebenfalls trocken schmeckend... (1920er)“

Der 1921er Rüdesheimer Schlossberg Orleans erzielte auf der Auktion 5.700 DM, der 1920er wurde mit 6.000 DM zugeschlagen.

## Wiedereinführung
In den 1980er und 1990er Jahren gelang es Helmut Becker von der Forschungsanstalt Geisenheim, aus verwilderten Stöcken aufgelassener Terrassen des Rüdesheimer Berges die Sorte neu zu züchten. Eine weitere Versuchsanpflanzung aus 1990 mit 700 Stöcken gibt es in Laumersheim in der Pfalz.  Ein Rüdesheimer Winzer legte daraus 1995 und 1996 einen Weinberg mit 500 Stöcken an und brachte 2002 den ersten Jungfernwein auf den Markt. Im Rüdesheimer Berg Rottland hat 2004 ein weiteres Weingut aus Johannisberg einen Weinberg mit Reben der Sorte angelegt.
Fünf Stöcke der Sorte wurden 2008 im Zuge einer von der Bundesanstalt für Landwirtschaft und Ernährung in Auftrag gegebenen bundesweiten Erhebung in einer Anlage der Freifrau von Racknitz am Disibodenberg bei Odernheim am Glan gefunden. Der Rebsortenkundler Andreas Jung stellte dies mit ampelografischen Vergleichen fest. Möglicherweise handelt es sich um die ältesten Reben Deutschlands. Sie sollen zwischen 1108 und 1559 angepflanzt worden sein.

## Synonyme

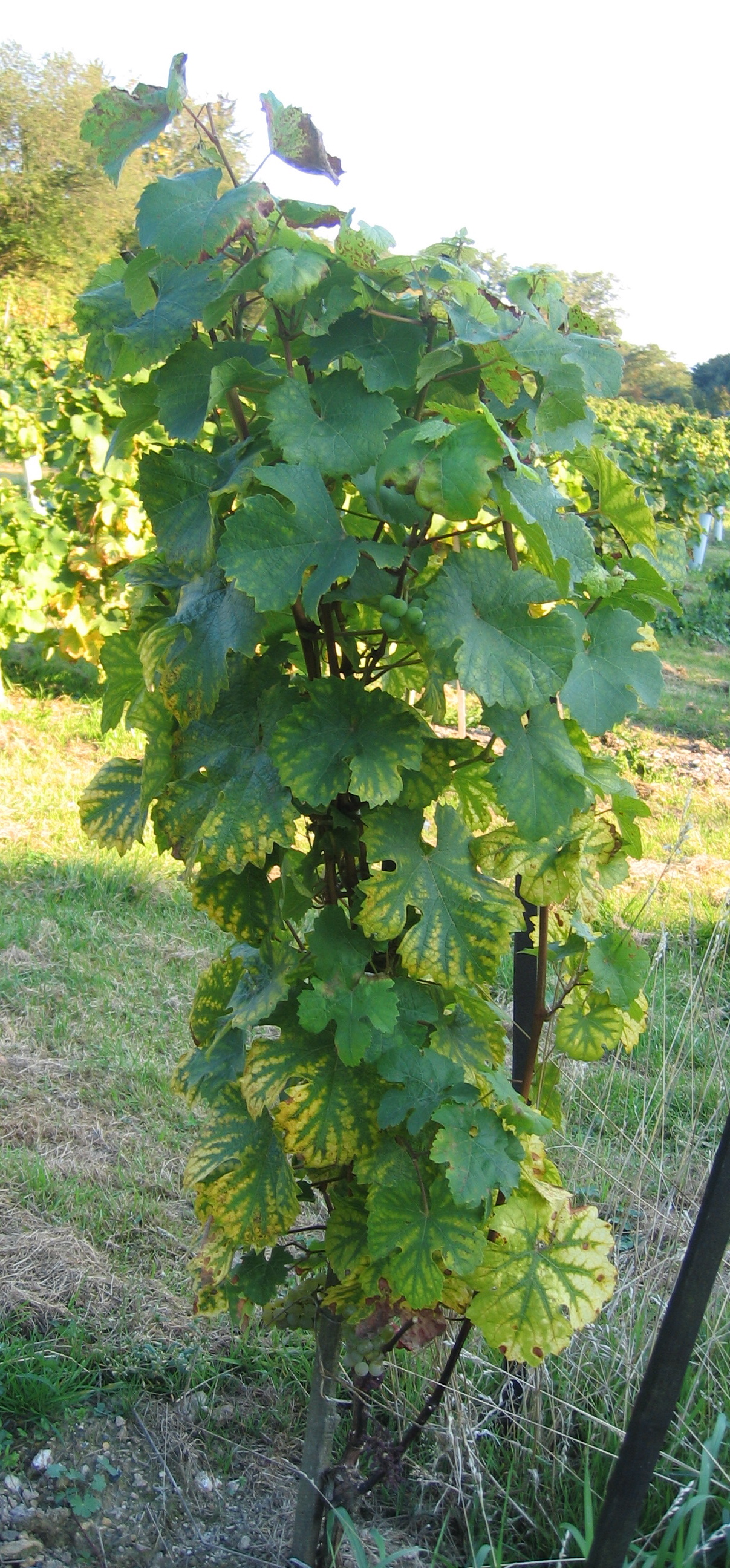
Rebstock der Sorte Orleans

Die Sorte ist auch unter folgenden Bezeichnungen bekannt: Gartengst, Gelber Orleans, Gros Riesling, Hartheinisch, Hartheinsch, Harthengst, Orlänsch, Orlänzsch, Orleander, Orleaner, Orleans gelb, Orléans jaune, Orléans vert, Orleanser, Orleanstraube, Orleanzer, Wälscger Weiß, Weißer Orleaner, Weißer Orleans.